# كرايون شين-تشان

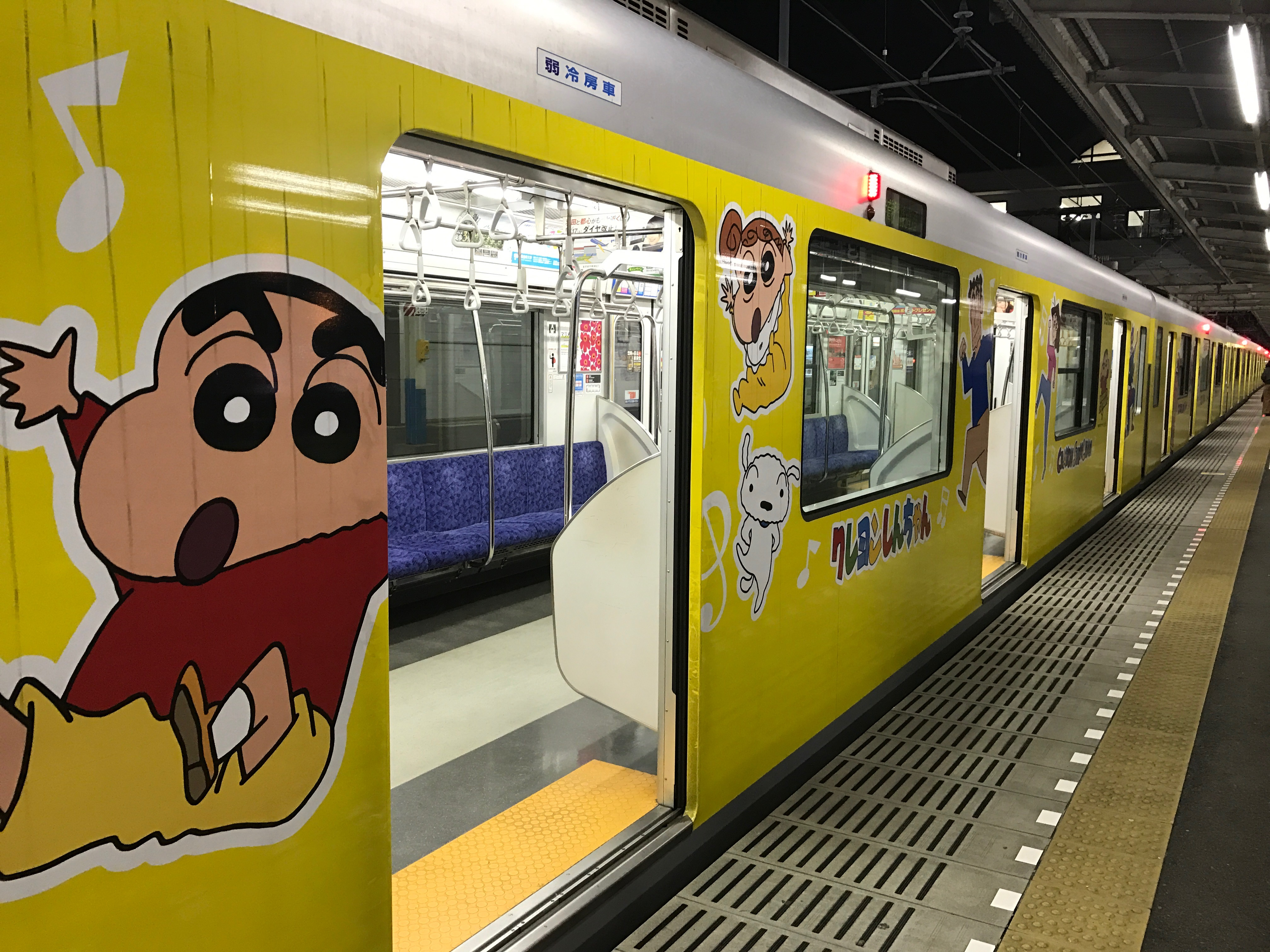

کرایون شین-تشان (باليابانية: クレヨンしんちゃん) مانغا يابانية من تأليف ورسم يوشيتو أوسوي. تدور احداثها حول مغامرات فتى عمره خمس سنوات اسمه شينوسيكي «شين» نوهارا ووالديه واخته الصغيرة وكلبه وجيرانه واصدقائه. تقع احداث القصة في كاسوكابي، محافظة سايتاما.
نشر کرایون شین-تشان لأول مرة في عام 1990 في مجلة يابانية اسبوعية، ومع وفات المؤلف انتهت المانغا بمحتوها الاصلي في 11 أيلول 2009. وفي عام 2010 عادت المانغا بصورة جديدة والقصة من فرق أوسوي. وبأسم کرایون شین-تشان الجديد (باليابانية: 新クレヨンしんちゃん).
اقتبست المانغا إلى أنمي تلفزيوني من قبل استوديو شين-إي أنيميشن، عرض في عام 1992، ودبلج إلى 30 لغة. وعرض في 45 دولة. ولديه 930 حلقة و25 فيلم والمانغا من الأكثر مبيعاً بأكثر من 100 مليون نسخة حول العالم.

## روابط خارجية
- كرايون شين-تشان على موقع ANN manga (الإنجليزية)